# Lelietje-van-dalen
Het lelietje-van-dalen of meiklokje (Convallaria majalis) is een tot 30 cm hoge vaste plant die in het wild voorkomt in bosrijke streken, maar ook als tuinplant wordt gehouden. In de grond bevindt zich een kruipende wortelstok. Een paar brede parallelnervige bladeren staan aan de voet van de bloeistengel. 

## Kenmerken
De bladeren zijn breed-elliptisch, gesteeld en onbehaard. Ze staan met hun tweeën bijeen. Onderaan de plant bevindt zich een schede van papierachtige bladen. De bloem is wit, klokvormig en heeft een aangename geur. Er vormt zich een naar een kant gekeerde tros van zes tot twaalf bloemen. De bloemen worden ongeveer 8 mm lang. Ze bloeien in de maanden mei en juni. De soortaanduiding majalis betekent 'van de maand mei'. De vrucht van het lelietje-van-dalen is een rode bes die twee blauwe zaden bevat. Er is ook een cultivar met roze bloemen.

## Toepassingen
De bloemen en wortels worden door de farmaceutische industrie verwerkt, omdat deze de hartwerking kunnen beïnvloeden. In oude geschriften uit de 16e eeuw is te lezen dat deze kennis toen al bekend was. Ook werden de gedroogde bloemen toegevoegd aan snuiftabak.
In Frankrijk en België is het gebruikelijk dat kinderen op 1 mei lelietjes-van-dalen kopen voor hun moeder en oma.
Uit de bloemen kan geen etherische olie worden gewonnen. Omdat de geur zeer populair is in de parfumerie en de cosmetica, wordt deze met behulp van geurstoffen als hydroxycitronellal samengesteld.
Het lelietje-van-dalen is de nationale bloem van Finland.

## Giftigheid
Alle delen van het meiklokje zijn giftig door de aanwezigheid van verschillende hartglycosiden en saponinen.
De meest voorkomende symptomen na inname zijn braken, diarree en buikpijn, waarvoor de saponinen verantwoordelijk zijn.
Daarnaast kunnen er effecten op het hartritme optreden, als gevolg van de aanwezigheid van verschillende hartglycosiden (met name convallatoxine en convallatoxol). Inname van een belangrijke hoeveelheid plantenmateriaal (vanaf vijf bessen, twee bladeren of twee stengels) kan in principe leiden tot hartritmestoornissen. Vergiftigingen met een effect op het hart worden bij mensen echter zeer zelden gerapporteerd, waarschijnlijk omdat slechts 10 % van de hartglycosiden in het lichaam wordt opgenomen. Bovendien wordt de opname van giftige stoffen beperkt als gevolg van braken. Uit een analyse van 2639 gevallen van lelietje-van-dalen-vergiftiging die in een periode van 10 jaar bij Amerikaanse antigifcentra werden behandeld, bleek dat het in 93% van de gevallen om jonge kinderen (vijf jaar of jonger) ging. Geen van de vergiftigingsgevallen had een dodelijke afloop, in drie gevallen was er sprake van ernstige schade. Uit dierstudies blijkt niet dat inname van vaaswater leidt tot vergiftiging.